# 腊肠犬
臘腸犬，又稱達克斯獵犬（德語：Dachshund），是一种短腿，长身的猎犬。其名源于德国，「Dachs」意思是獾，「Hund」意思是狗，原意「獾狗」。此品种被发展为嗅猎、追踪或捕杀獾类及其他穴居动物。有意思的是，虽然「Dachshund」是一个德语单词，但是它在德国并不常用，德国人通常把它们叫做「Dackel」或「Teckel」。

## 外表

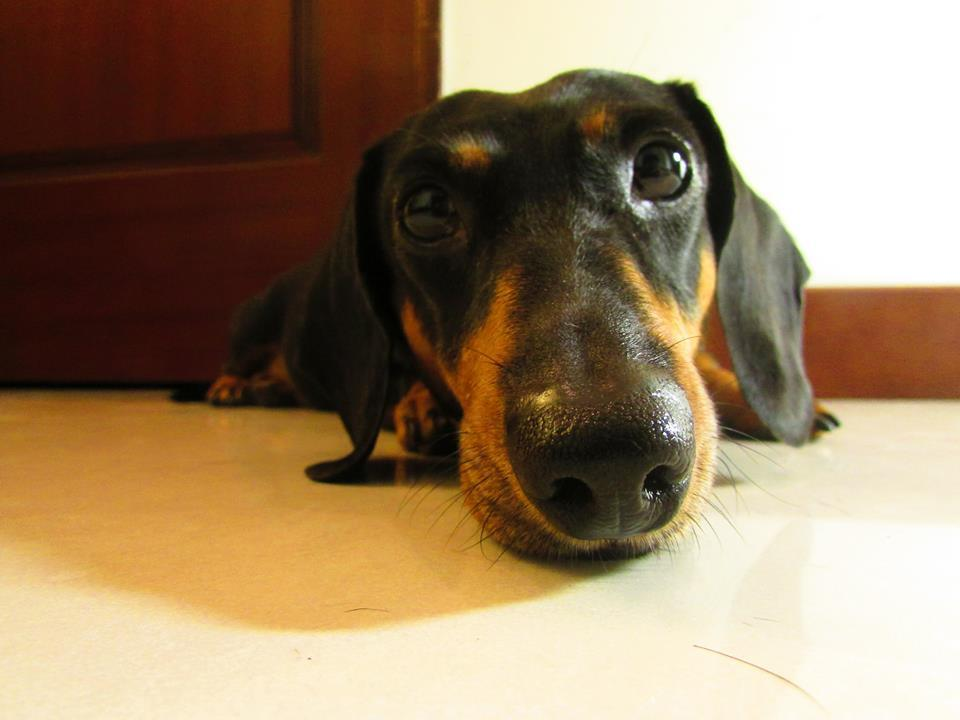

一只正常大小的腊肠犬平均有5至10公斤重，而迷你型腊肠犬通常要轻5公斤左右。现代的腊肠犬有着弯曲的双腿，松软的皮肤和突出的胸部，许多特性由人为培养而来，以增强它们在狭小空间的活动能力。根据皮毛，它们可以分为三种：光毛型、长毛型和刚毛型。刚毛型的脊骨通常比另外两种要短。

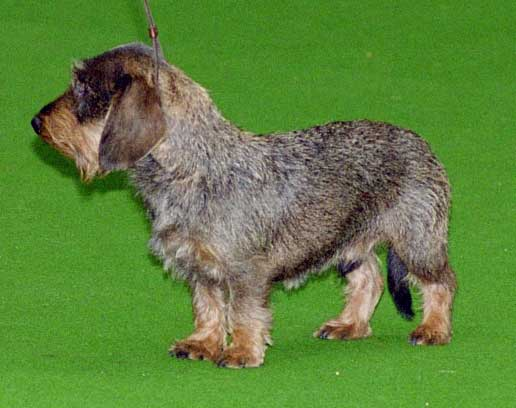
硬毛腊肠犬

腊肠犬一般身体较长、肌肉发达，有短而粗壮的双腿。腊肠犬的前爪（相对于身体）显得不成比例地大，形状如同船桨，适于挖掘。皮肤肤质疏松，在追击猎物时如需钻过狭窄的洞穴，也无须担心皮肤受伤。腊肠犬有着较大的胸腔，这样的胸腔构造使得它们有更大的肺部（肺容量）；有了上述条件，腊肠犬在捕猎时就有更多的耐力。腊肠犬的吻部较长。根据美国犬业俱乐部的标准：“就算伤痕累累，也不应视为过错”，指腊肠犬作为猎犬应有的品质。
腊肠犬的颜色多种多样。占最多数的色样是红色，或黑间红（后者也常被认为是黑色间棕红色），但是也有其他的颜色，比如奶油色、蓝色、灰色、巧克力棕、浅褐色等等。虽然纯黑与巧克力棕的腊肠犬看上去非常好看，但是这种颜色却是非标准的。也就是说，这种颜色的腊肠犬对于美国和英国的竞赛和展出来说，是不合格的。而老的、传统的色样，如花斑的、暗色的腊肠犬正重获欢迎。此外，其他色样组合的腊肠犬也正被培育出来：即褐间红、棕黑间红、花斑及双色花斑，甚至白色的腊肠犬，都不稀奇。然而这样的色样组合是有代价的：一些色样需要广泛地近亲繁殖来获得；双色花斑的腊肠犬经常出生时便不幸失明，轻者眼部严重发育不足。为此，有责任心的饲养和培育者都极不赞成培育双色花斑的品种。此外，迷你型腊肠犬根据犬类俱乐部的标准，其仅在大小和重量上与标准型有区别。

### 毛皮和颜色

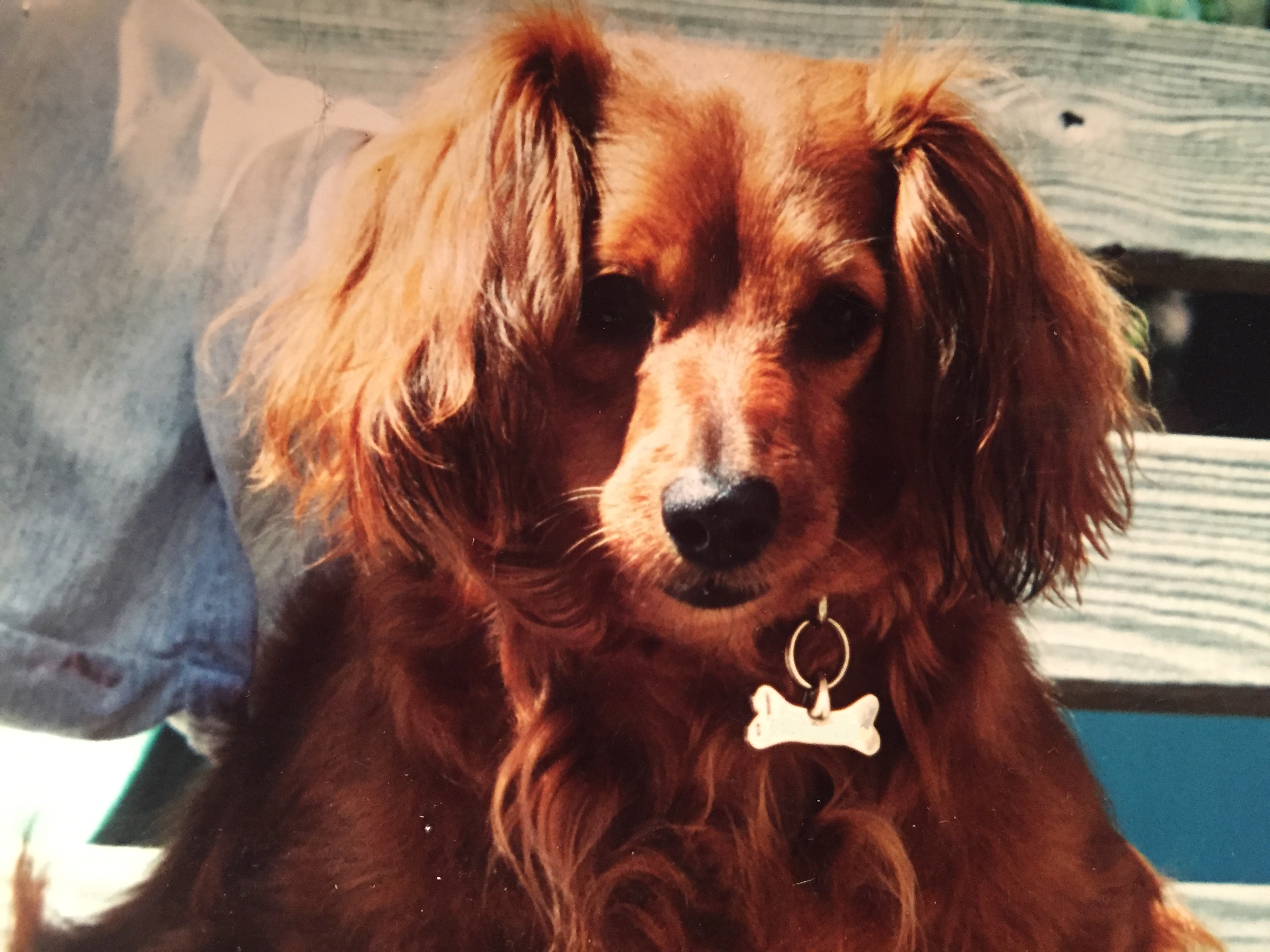
红毛微型腊肠犬

按照毛皮类型，腊肠犬可以分为三种：光滑（短毛）、长毛和刚毛。长毛腊肠犬有柔滑的毛皮，腿部和耳部有短的毛发。刚毛腊肠犬在美国是不常见的品种（但在德国很常见），刚毛最近出现在育种标准中。腊肠犬的毛色有广泛的颜色和规律，最常见的毛色是红色。腊肠犬基础的颜色是单色（红色或乳白色），有黄褐色斑点（包括黑色和深褐色、巧克力色和深褐色、蓝色和深褐色、isabella色和深褐色）。
在刚毛腊肠犬分类中，一种颜色叫做“野猪”（英文叫法，中文暂缺，请查证）。有着斑纹（merle）、似黑貂、有斑、花斑等花纹，这些花纹也是在底色上的。深褐色斑点的有深褐色（或乳白色）的斑点分布在它们的眼睛周围，耳朵、爪子和尾巴上。同窝的腊肠犬出生时可能有不同的毛皮颜色，这些颜色取决于其父母的基因搭配。腊肠犬多数是红色的，其次是红色和深褐色。其中红色层次很多，从铜色到深锈铁色都有，有可能常见有一些黑色毛发生长于背部，脸部和耳朵边缘，带来许多个性鲜明、光彩照人的外观。从远处看，这样的腊肠犬就像是一只褐黑色、褐色混合的犬。但是走进观察，可以看到在犬身体上部，每根毛发在靠近皮肤的位置（毛发根部）几乎变为黑色。另一种引人注目的是有斑点的毛皮。“有斑纹的”是指纯色背景（通常是红色）上有黑色条纹的。如果一只腊肠犬外表是黑色，有深褐色斑纹，那么它仅会在深褐色斑点上有条纹。即使是一条长条纹，这样也是“有斑纹的”。

### 体型
腊肠犬有三种体型标准、迷你及“兔子”（德語：kaninchen，德语中意为“兔子”）型。尽管世界各地的俱乐部均认可标准与迷你型，但是“兔子”型并不被美国和英国的俱乐部认可。世界犬业联盟（FCI）认可“兔子”型，其中包含了来自世界各地的83个国家的犬业俱乐部。
在宠物犬中，正越来越受欢迎的体型位于迷你型和标准型尺寸之间，这样的尺寸通常称为“tweenies”（中文含义：女仆），这不是官方分类。.一只发育完善的标准腊肠犬平均体重为7.3磅（3.3）到15（33磅），迷你型体重通常不超过5.4（12磅）“兔子型“体重 3.6（7.9磅）到5磅（2.3）。
根据美国犬业俱乐部标准，迷你型（和“兔子型”，如果俱乐部认可）和标准型仅有的区别即尺寸和体重。由此，迷你型产下的幼仔必须也达到上述标准，才能作为“迷你型”
虽然许多俱乐部对于尺寸划分是基于体重的（例如美国犬业俱乐部），其他俱乐部通过其他标准来分类，比如测量胸围等。还有在德国的俱乐部除了胸围外，还要测量高度和体重。
H·L·孟肯说过，“腊肠犬有着一般犬类一般的身高和“一只半”的身长，”，但是腊肠犬经常被指为“两只狗长”.
这种特质让腊肠犬成为了辨识度极高的品种，并且它们的形象出现在很多笑话和卡通动画中，尤其像Gary Larson的The Far Side

### 眼睛顔色

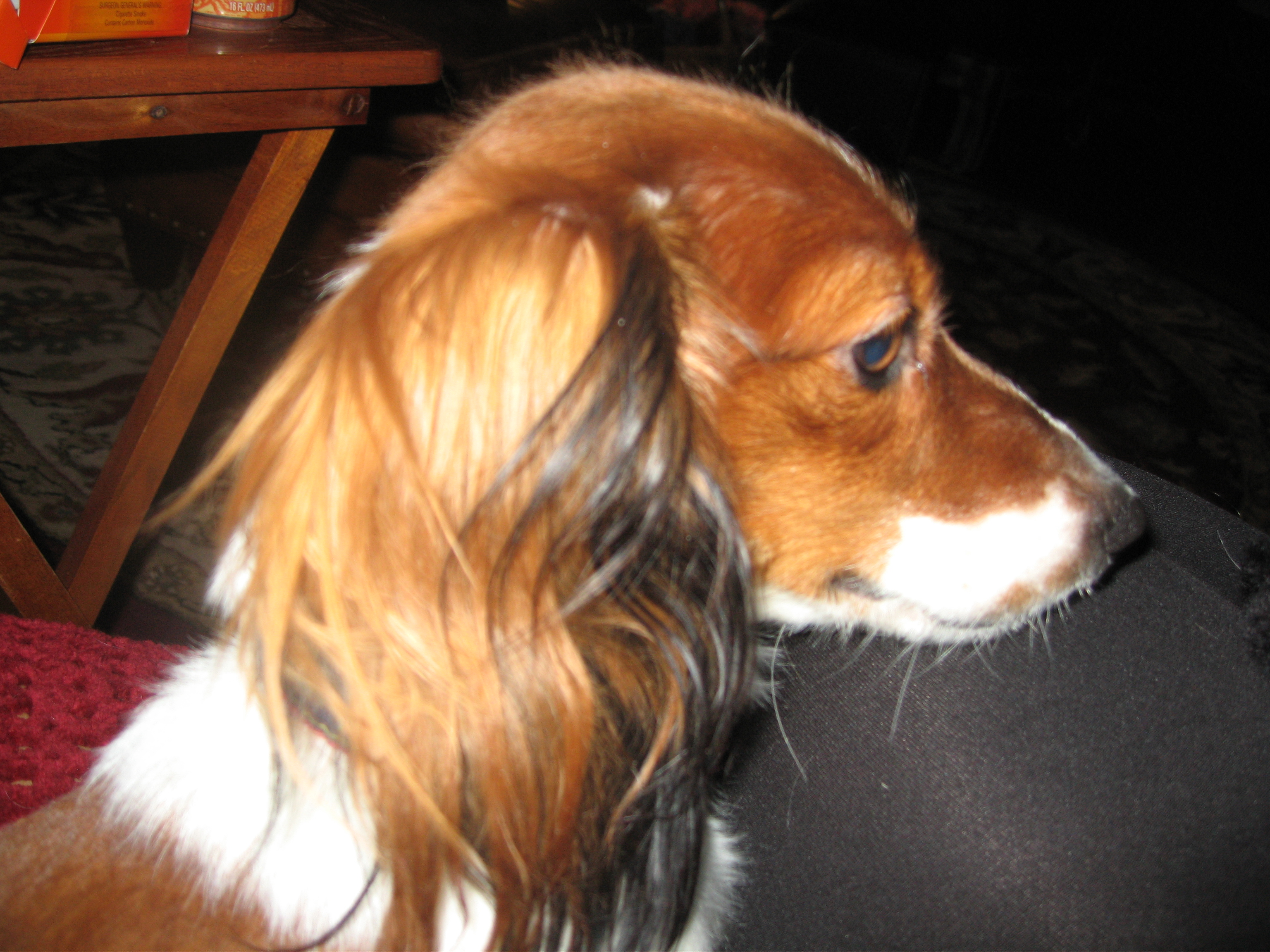
紅色花斑長毛迷你臘腸幼犬

（皮毛顔色）浅的腊肠犬通常有琥珀色，浅棕色或绿色眼睛。然而犬业俱乐部认为眼睛颜色越大越深越好；腊肠犬也可以有两只颜色各异的眼睛。然而这种腊肠犬只见于但条纹和双条纹腊肠犬中
腊肠犬可以有一只蓝色，一只棕色的眼睛。
拥有蓝色，部分蓝色，或者一蓝一棕眼睛的腊肠犬称为“wall”色，但并不为犬业俱乐部标准期望。腊肠犬也可能拥有斑驳的眼睛。
美国腊肠犬俱乐部（英語：Dachshund Club of America）的标准接受斜视。花斑图案的腊肠犬的眼睛不会有蓝色，除非有“斑纹”出现。

## 性格

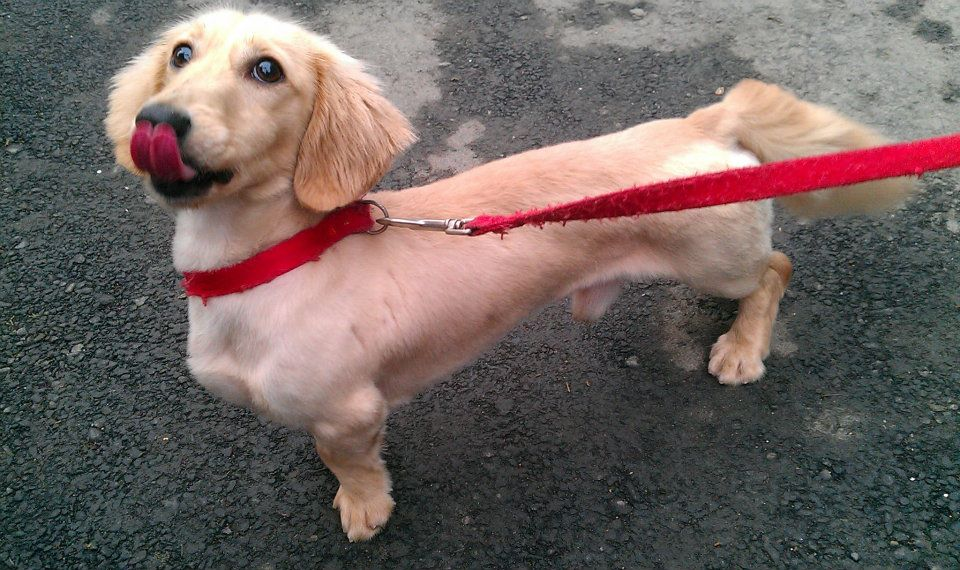
臘腸狗在一些情況下會舔自己的鼻子

腊肠犬是忠诚、顽皮的犬种，它们喜爱追逐小动物和小鸟的嗜好特别有名。根据美国犬类俱乐部的标准，“腊肠犬聪明、有活力、充满勇气甚至有些轻率，能够坚持地面及地下的工作，任何胆怯的流露都是严重缺陷。”　过份纵容的个体则易于发怒。被毛种类常常被认为与其性格有关。比如，长毛型腊肠犬与其他种类相比，更不易兴奋，因为它们是与西班牙猎狗杂交来获得其长毛的特性的。但是，一些拥有长毛型腊肠犬的人也可能不这样认为。由于这种犬种的性格特征和突出的胸部，腊肠犬通常有一个较大的肺，使它们获得与其体型不大相配的响亮叫声。

## 歷史
有人认为腊肠犬起源于古埃及，因为在图画上有短腿的猎狗。但是现代的腊肠犬应归功于欧洲养犬人的苦劳，它们是德国、法国和英国猎犬和鐵利亞的混合种。很多欧洲皇家都养了腊肠犬，其中英国维多利亚女王的朝廷尤其喜爱这种狗。

## 保健

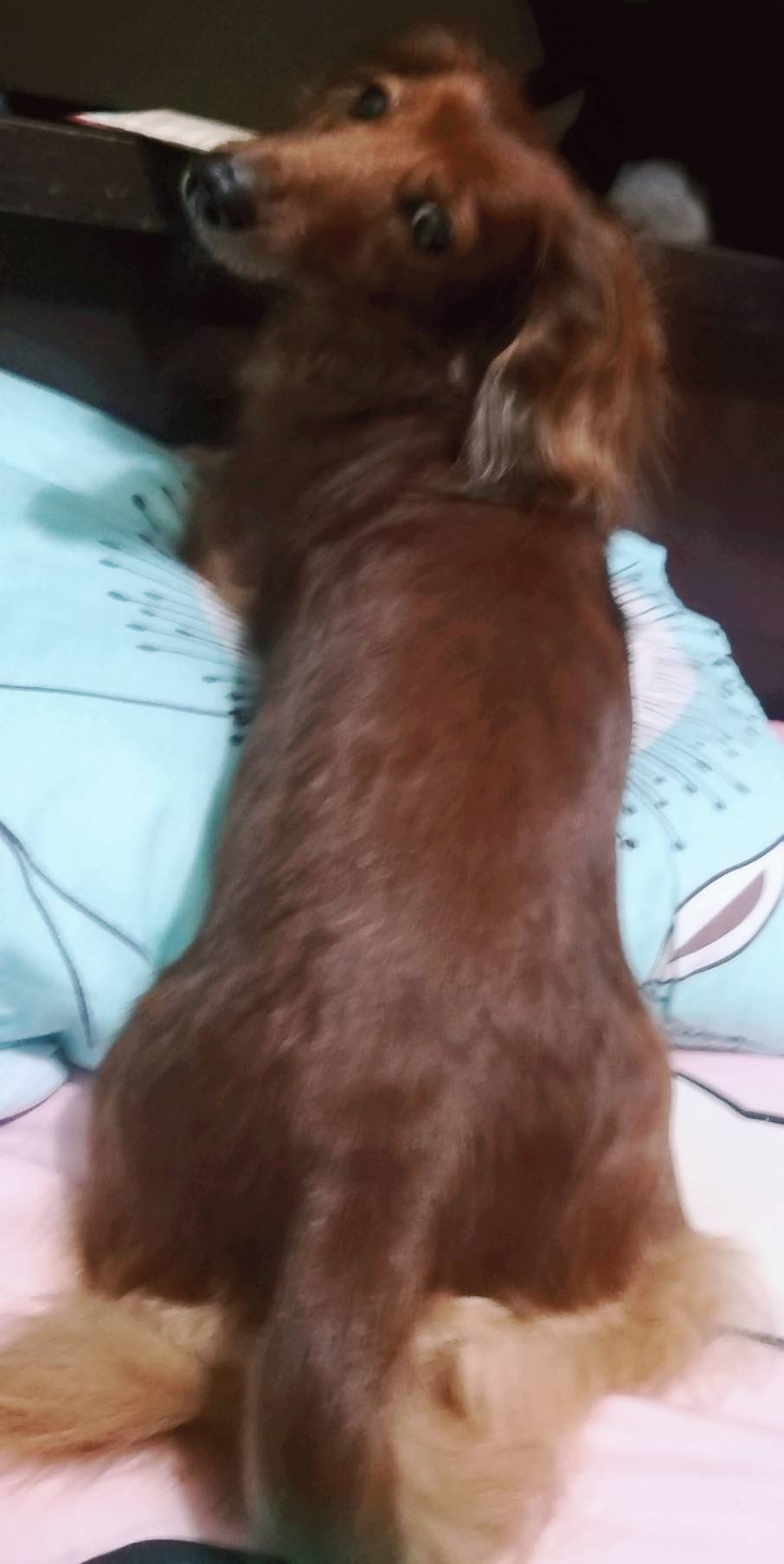
標準身材的臘腸犬

腊肠犬应保持经常运动的习惯以及不宜饲喂过多，以免体型过胖。该犬四肢矮短，行走时易弄脏身体，故应用毛巾拭掉身体上的污物，以保持被毛光泽。长毛品种更要注意被毛梳理，才能保证艳丽的色彩。腊肠犬的牙齿容易长齿垢，应定期予以清除。该犬脊椎骨很长，不宜训练跳跃，更不要只握前肢拉起它们或让其上下高层楼梯，以免引起脊椎骨移位或其他疾病。

## 其他

### 德国的象征
臘腸犬的運動特性往往被其可愛小巧的外表所掩蓋。臘腸犬在馴養的最初是一種捕獵犬，具有很強的跟蹤能力和耐性。這也就意味著臘腸犬具有很強的運動天賦，活潑好動。有時在狩獵時能迅速奔跑，而有時守候在洞穴前能靜靜呆上很久。如今飼養的臘腸犬由於主要作為寵物，不再用於捕獵，他們在居室里會顯得比較安靜，但是一旦帶它們來到室外或者野外，就能看到它們的運動天性；該犬會不停地跟蹤嗅聞，遇到小動物都要好奇地嬉鬧。

## 外部連結
- Clubs, Associations, and Socities
  - Dachshund Club of America, Inc. （页面存档备份，存于）
- Directories and Informational Pages
  - Dogs In Depth Page （页面存档备份，存于）
  - The Dachshund Owner's Guide （页面存档备份，存于）
- facebook粉絲團
  - 臘腸狗全球資訊網
  - PuppyDog